# 萊昂德羅阿萊姆縣

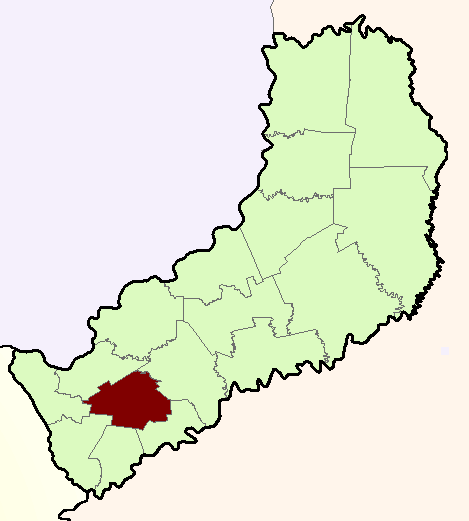

27°15′31″S 55°32′21″W / 27.25861°S 55.53917°W
萊昂德羅阿萊姆縣（西班牙語：Departamento Leandro N. Alem），是阿根廷的縣份，位於該國東北部米西奧內斯省，首府設於萊昂德羅阿萊姆，面積1,070平方公里，2010年人口45,075，人口密度每平方公里42.13人。